# Nogales (Arizona)
Pour les articles homonymes, voir Nogales.
Nogales est une ville située dans l’État de l’Arizona, aux États-Unis. C'est le siège du comté de Santa Cruz. Sa population était de 20 837 habitants lors du recensement de 2010. Elle borde la ville mexicaine du même nom au Sonora, à la frontière entre les États-Unis et le Mexique.
Le renforcement des protections frontalières (mur de Trump) en 2018 nuit à l'attractivité touristique de Nogales, dont 33,9 % de la population était déjà sous le seuil de pauvreté. En 2020, la pandémie de Covid-19 aggrave encore davantage la situation économique de la ville.

## Démographie
| 1890  | 1900  | 1910  | 1920  | 1930  | 1940  |
| ----- | ----- | ----- | ----- | ----- | ----- |
| 1 194 | 1 761 | 3 514 | 5 199 | 6 006 | 5 135 |

| 1950  | 1960  | 1970  | 1980   | 1990   | 2000   |
| ----- | ----- | ----- | ------ | ------ | ------ |
| 6 153 | 7 286 | 8 946 | 15 683 | 19 489 | 20 878 |

| 2010   | - | - | - | - | - |
| ------ | - | - | - | - | - |
| 20 837 | - | - | - | - | - |

## Personnalités liées à la ville
- Le jazzman Charles Mingus est originaire de Nogales.

## Galerie photographique

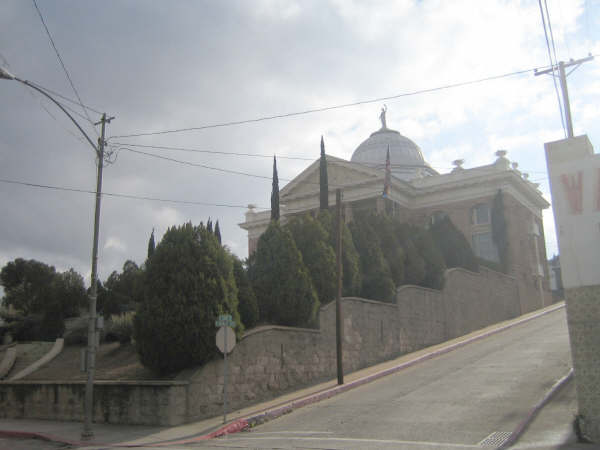
Tribunal de Nogales.
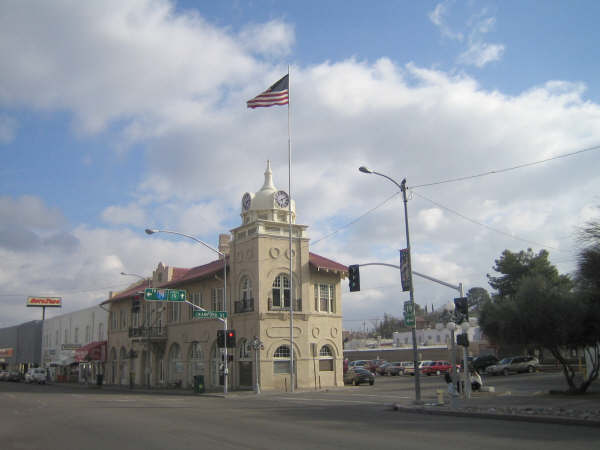
Ancien hôtel de ville de Nogales.
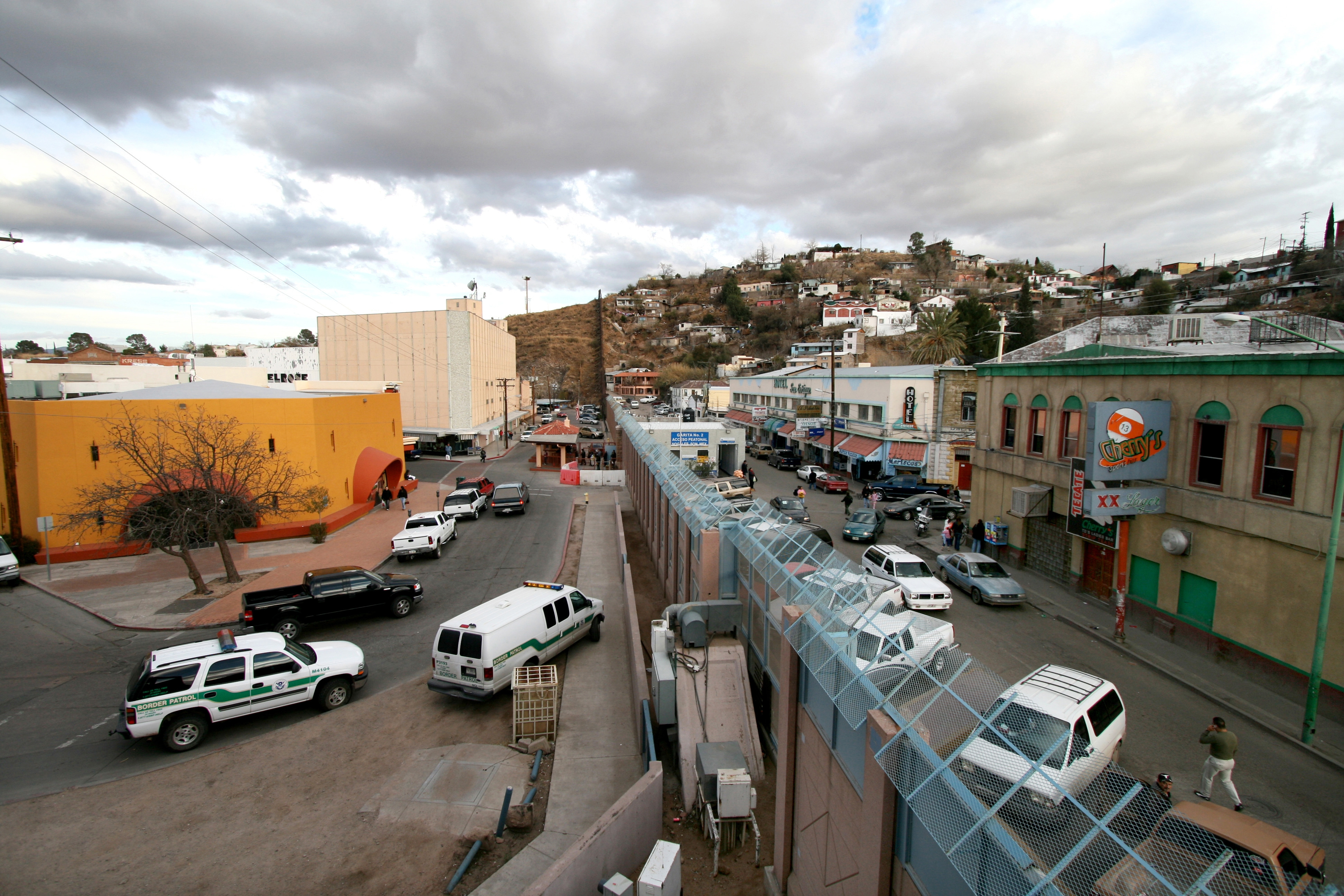
Le mur de Nogales, construit afin de limiter l'immigration illégale, sépare à gauche les États-Unis et à droite le Mexique.

## Sources
- (en) Cet article est partiellement ou en totalité issu de l’article de Wikipédia en anglais intitulé « Balch Springs, Texas » (voir la liste des auteurs).